# Sračinec
Sračinec – wieś w Chorwacji, w żupanii varażdińskiej, w gminie Sračinec. W 2011 roku liczyła 3897 mieszkańców.